# 홍천 수타사 괘불
홍천 수타사 괘불(洪川 壽陁寺 掛佛)은 대한민국 강원특별자치도 홍천군 영귀미면, 수타사 성보박물관에 있는 불화이다. 2018년 10월 26일 강원특별자치도의 유형문화재 제177호로 지정되었다.

## 지정 사유
홍천 수타사 괘불은 조선시대 괘불도에 일반적으로 적용된 진채기법의 불화가 아닌 담채기법의 채색법과 묘법 등을 사용한 불화로 제작기법 연구에 있어서 중요하여 18세기 전반 강원지역 불교회화 연구에 중요한 가치가 지니므로 지정 보존가치가 있다.

## 참고 문헌
- 홍천 수타사 괘불 - 국가유산청 국가유산포털